# Peña Retona
Peña Retona är en bergstopp i Spanien.   Den ligger i provinsen Provincia de Huesca och regionen Aragonien, i den nordöstra delen av landet, 400 km nordost om huvudstaden Madrid. Toppen på Peña Retona är 2 662 meter över havet.
Terrängen runt Peña Retona är bergig åt sydväst, men åt nordost är den kuperad.Runt Peña Retona är det mycket glesbefolkat, med 6 invånare per kvadratkilometer. Närmaste större samhälle är Jaca, 17,6 km sydväst om Peña Retona. Trakten runt Peña Retona består i huvudsak av gräsmarker.